# Xã Hawk Creek, Quận Renville, Minnesota
Xã Hawk Creek (tiếng Anh: Hawk Creek Township) là một xã thuộc quận Renville, tiểu bang Minnesota, Hoa Kỳ. Năm 2010, dân số của xã này là 201 người.